# ريان روبنز (لاعب كرة قدم)
ريان روبنز (بالإنجليزية: Ryan Robbins)‏ هو لاعب كرة قدم بريطاني، ولد في القرن 20 في ليستر في المملكة المتحدة. شارك مع منتخب سانت كيتس ونيفيس لكرة القدم. أما مع النوادي، فقد لعب مع نادي بوسطن يونايتد.

## وصلات خارجية
- ريان روبنز على موقع قاعدة بيانات كرة القدم.إي يو (الإنجليزية)
- ريان روبنز على موقع ناشيونال فوتبول تيمز (الإنجليزية)
- ريان روبنز على موقع Soccerbase.com (لاعب) (الإنجليزية)
- ريان روبنز على موقع Soccerway.com (الإنجليزية)